# Siw Malmkvist
Siw Malmkvist, nacida el 31 de diciembre de 1936 en Landskrona, Suecia, es una popular cantante sueca, conocida en Escandinavia y Alemania. Ha competido en el Melodifestivalen sueco muchas veces, la última en 2004, junto con Towa Carson y Ann-Louise Hanson, interpretando la canción C'est la vie, que terminó en 10º lugar. Representó a Suecia en el Festival de la Canción de Eurovisión 1960 con Alla andra får varann y en la antigua Alemania Occidental, en el Festival de la Canción de Eurovisión 1969, con la canción Primaballerina. Siw Malmkvist tuvo un cierto éxito en Alemania Occidental en 1964 con Liebeskummer lohnt sich nicht (significado: Extrañar al amor no vale la pena).
Siw Malmkvist es una intérprete con gran versatilidad en el mundo sueco del espectáculo ya que, junto con su carrera en el pop/schlager, ha participado en obras teatrales, musicales y en películas. Interpretó a Pippi Långstrump en el famoso musical infantil de Astrid Lindgren, Pippi Calzaslargas en 1980, por ejemplo, apareció en la versión musical de Some Like It Hot (ver Sugar) e interpretó la parte de Luisa en la producción sueca — y europea — del musical de Maury Yeston, Nine en 1983. En 2002 apareció como la Madre en la obra de Hans Alfredson, Lilly Ronny en el Maximteatern. Con Thorsten Flinck hizo popular una versión sueca del éxito de Nick Cave y Kylie Minogue, Where the Wild Roses Grow (2004).
Ha grabado cerca de 600 canciones (y ha hecho grabaciones en nueve diferentes idiomas), lo que la hace una de las cantantes suecas más productivas.